# Phylloporia latipennella
Phylloporia latipennella is een vlinder uit de familie van de witvlekmotten (Incurvariidae). De wetenschappelijke naam is gepubliceerd in 1877 door Zeller.